# Litografia por nanoimpressão

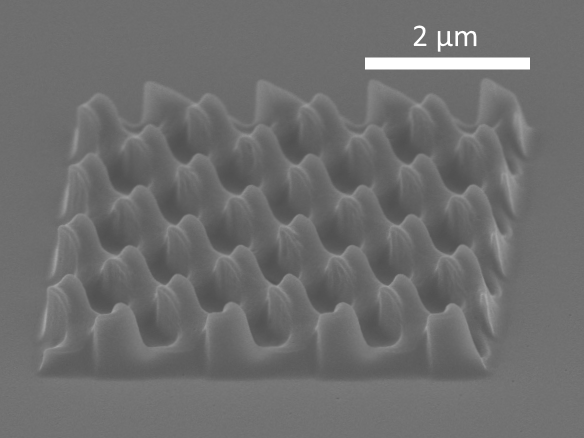
Um divisor de feixe difrativo com estrutura tridimensional criada usando litografia por nanoimpressão

A litografia por nanoimpressão (ou NIL, do termo em inglês nanoimprint lithography) é um método de fabricação de padrões em escala nanométrica. É um processo simples de nanolitografia com baixo custo, alto rendimento e alta resolução. Ele cria padrões por deformação mecânica do resiste de impressão e processos subsequentes. A máscara de impressão é tipicamente um monômero ou uma formulação de polímero que é curada por calor ou por luz ultravioleta durante a impressão. A adesão entre o resiste e o molde é controlada para permitir uma liberação adequada.

## História
O termo "litografia por nanoimpressão" foi cunhado na literatura científica em 1996, quando o Prof. Stephen Chou e seus alunos publicaram um relatório na Science, embora o relevo quente (agora considerado um sinônimo de NIL) de termoplásticos já tenha aparecido na literatura de patentes há alguns anos. Logo após o artigo da Science, muitos pesquisadores desenvolveram diferentes variações e implementações. Nesse ponto, a litografia por nanoimpressão foi adicionada ao International Technology Roadmap for Semiconductors (ITRS) para os nós de 32 e 22 nm.

## Processos
Há diversos tipos distintos de litografia por nanoimpressão, mas três deles são os mais importantes: litografia por nanoimpressão termoplástica, litografia por nanoimpressão fotográfica e litografia direta de nanoimpressão térmica sem resiste.

### Litografia por nanoimpressão termoplástica
A litografia por nanoimpressão termoplástica (ou T-NIL, proveniente do termo em inglês) foi a primeira litografia por nanoimpressão desenvolvida pelo grupo do Prof. Stephen Chou. Em um processo de T-NIL padrão, uma fina camada de resina de impressão (polímero termoplástico) é revestida por rotação no substrato da amostra. Em seguida, o molde, que tem padrões topológicos predefinidos, é posto em contato com a amostra e eles são pressionados juntos sob certa pressão. Quando aquecido acima da temperatura de transição vítrea do polímero, o padrão no molde é pressionado no filme de polímero amolecido. Após o resfriamento, o molde é separado da amostra e a máscara resistente é deixada no substrato. Um processo de transferência de padrão (ataque de íon reativo, normalmente) pode ser usado para transferir o padrão em resiste para o substrato inferior.
De modo alternativo, a soldagem a frio entre duas superfícies de metal também pode transferir metal nanoestruturado de baixa dimensão sem aquecimento (especialmente para tamanhos críticos menores que ~10 nm). Estruturas tridimensionais podem ser fabricadas repetindo-se esse procedimento. A abordagem de soldagem a frio tem a vantagem de reduzir a contaminação do contato com a superfície e defeitos relativos ao processo de não aquecimento, que são problemas centrais no desenvolvimento e na fabricação mais recentes de dispositivos eletrônicos orgânicos e de novas células solares.

### Litografia por nanoimpressão fotográfica
Na litografia por nanoimpressão fotográfica (P-NIL), uma máscara curável por luz (UV) é aplicada ao substrato da amostra e o molde é normalmente feito de material transparente, como sílica fundida ou PDMS. Depois que o molde e o substrato são pressionados juntos, a máscara é curada na luz ultravioleta e se torna sólida. Após a separação do molde, um processo similar de transferência de padrão pode ser usado para transferir o padrão no resiste para o material abaixo. O uso de um molde transparente aos raios ultravioleta é difícil no vácuo, pois um mandril de vácuo para segurar o molde seria inviável.

### Litografia direta de nanoimpressão térmica sem resiste
Diferente dos métodos de nanoimpressão mencionados acima, a nanoimpressão térmica direta sem resiste não requer uma etapa de gravação extra para transferir padrões de resinas de impressão para a camada do dispositivo.
Em um processo comum, os padrões de fotorresiste são definidos primeiro usando fotolitografia. Um selo de elastômero de polidimetilsiloxano (PDMS) é, então, moldado em réplica a partir dos padrões de resiste. Além disso, uma nanoimpressão de etapa única molda diretamente materiais de filme fino em geometrias de dispositivo desejadas, sob pressão e a temperaturas elevadas. Os materiais impressos devem ter características de amolecimento adequadas para preencher o padrão. Semicondutores amorfos (por exemplo, vidro calcogeneto) com alto índice de refração e ampla faixa de transparência são materiais ideais para a impressão de dispositivos ópticos/fotônicos.
Tal abordagem de padronização de impressão direta oferece uma alternativa de integração monolítica com taxa de transferência e rendimento potencialmente ampliados, além de poder permitir o processamento roll-to-roll de dispositivos em grandes áreas de substrato inacessíveis a métodos convencionais de padronização litográfica.

## Mecanismos

### Nanoimpressãofull wafer
No mecanismo de uma nanoimpressão full wafer, todos os padrões estão contidos em um único campo de nanoimpressão e são transferidos em uma única etapa de impressão. Isso permite alto rendimento e uniformidade. Uma nanoimpressão full wafer com alta fidelidade e com diâmetro mínimo de 203 mm (8 polegadas) é possível.
Para garantir as uniformidades de pressão e de padrão em processos de nanoimpressão full wafer e prolongar a vida útil do molde, um método de prensagem utilizando pressão de fluido isotrópico, denominado Air Cushion Press (ACP) por seus inventores, foi desenvolvido e está sendo usado por sistemas comerciais de nanoimpressão. Alternativamente, tecnologias de roll-on (por exemplo, roll-to-plate) em combinação com estampadores flexíveis (como PDMS) foram relacionados à impressão full wafer.

### Nanoimpressão por passo e repetição
A nanoimpressão pode ser realizada de forma semelhante à litografia óptica por passo e repetição. O campo de impressão (matriz) é normalmente muito menor do que o campo de nanoimpressão full wafer. A matriz é repetidamente impressa no substrato com certo tamanho de etapa. Esse mecanismo é bom para a criação de moldes de nanoimpressão.

## Aplicações
A litografia por nanoimpressão tem sido usada para fabricar dispositivos com aplicações elétricas, ópticas, fotônicas e biológicas. Para dispositivos eletrônicos, o NIL tem sido usado para fabricar MOSFET, O-TFT e memória de elétron único. Para óptica e fotônica, estudos intensivos foram conduzidos na fabricação de filtros de grade ressonante de sub-comprimento de onda, sensores de espectroscopia Raman amplificada por superfície (ou SERS, do termo em inglês surface-enhanced Raman spectroscopy), polarizadores, placas de onda, estruturas anti-reflexivas, circuito fotônico integrado e dispositivos plasmônicos por NIL. No contexto de dispositivos optoeletrônicos, como LEDs e células solares, o NIL está sendo investigado para estruturas de acoplamento e de desacoplamento. Canais nanofluídicos com menos de 10 nm foram fabricados usando NIL e usados no experimento de alongamento de cadeias de DNA. Atualmente, o NIL é usado para diminuir o tamanho do dispositivo de classificação biomolecular a uma ordem de grandeza menor e mais eficiente.

## Benefícios
Um dos principais benefícios da litografia de nanoimpressão é sua simplicidade. O único grande custo associado à fabricação de chips é a ferramenta de litografia óptica usada para imprimir os padrões de circuito. A litografia óptica requer lasers éxcimer de alta potência e grandes quantidades de de elementos de lente de aterramento de precisão para atingir resolução em escala nanométrica. Não há necessidade de fontes de radiação de óptica complexa ou de alta energia com uma ferramenta de nanoimpressão, bem como de fotorresistes sob medida, projetados para resolução e sensibilidade em um determinado comprimento de onda. Os requisitos simples da tecnologia levam ao seu baixo custo.
Os moldes mestre de silício podem ser usados em até alguns milhares de impressões, enquanto os moldes de níquel podem durar até dez de mil ciclos.
A litografia de impressão é naturalmente um processo de padronização tridimensional. Os moldes de impressão podem ser fabricados com várias camadas topográficas empilhadas verticalmente. As impressões resultantes replicam ambas as camadas com uma única etapa de impressão, o que permite aos fabricantes de chips reduzir os custos de fabricação e melhorar o rendimento do produto. Conforme mencionado acima, o material de impressão não precisa ser ajustado para altas resolução e sensibilidade. Uma maior matiz de materiais com propriedades variadas está disponível para uso com litografia de impressão. A maior variabilidade do material dá aos químicos a liberdade de projetar novos materiais funcionais em vez de polímeros resistentes à corrosão sacrificial. Um material funcional pode ser impresso diretamente para formar uma camada em um chip sem a necessidade de transferência de padrão para os materiais subjacentes. A implementação bem-sucedida de um material de impressão funcional resultaria em reduções significativas de custos e aumento da produtividade, eliminando muitas etapas difíceis de processamento da fabricação de chips.

## Preocupações
As principais preocupações para a litografia de nanoimpressão são sobreposição, defeitos, padronização e desgaste do molde. No entanto, recentemente, Kumar et al. mostraram que metais amorfos (vidros metálicos) podem ser padronizados em escala inferior a 100 nm, o que pode reduzir significativamente o custo do molde.

### Sobreposição
A capacidade atual de sobreposição de 3 sigma é de 10 nm. A sobreposição tem maior chance de sucesso com abordagens step-and-scan em oposição à impressão full wafer.

### Defeitos
Tal como acontece com a litografia por imersão, espera-se que o controle de defeitos melhore à medida que a tecnologia progrida. Os defeitos do molde com tamanho abaixo do enviesamento do processo de pós-impressão podem ser eliminados. Outros defeitos exigiriam uma limpeza eficaz do molde e/ou o uso de carimbos de polímero intermediários. Quando o vácuo não é empregado durante o processo de impressão, o ar pode ficar preso, resultando em defeitos de bolha. Isso ocorre porque a camada de resiste de impressão e os recursos do molde ou carimbo não são perfeitamente planos. Há um risco elevado quando o carimbo intermediário ou o mestre contém depressões (que são potenciais armadilhas de ar), ou quando o resiste de impressão é dispensado como gotículas antes da impressão em vez de pré-rotacionado no substrato. Deve ser concedido tempo suficiente para que o ar escape. Esses efeitos são muito menos danosos se forem usados materiais de estampagem flexíveis como PDMS. Outro problema é a adesão entre o selo e o resiste. A alta aderência pode delaminar o resiste, que permanece, então, no selo. Esse efeito degrada o padrão, reduz o rendimento e danifica o selo. Isso pode ser resolvido pelo emprego de uma camada antiaderente de FDTS em um selo.

### Padronização de moldes
A padronização de moldes de alta resolução pode, atualmente, ser realizada por litografia de feixe de elétrons ou por padronização de feixe de íons focalizado; no entanto, na menor resolução, a taxa de transferência é muito lenta. Como resultado, as ferramentas de padronização óptica serão mais úteis se tiverem resolução suficiente. Tal abordagem foi demonstrada com sucesso por Greener et al., tendo moldes robustos sido rapidamente fabricados por padronização óptica de um substrato de metal revestido com fotorresiste através de uma fotomáscara. Se forem necessários padrões homogêneos em grandes áreas, a litografia de interferência é uma técnica de padronização muito atraente. Outras técnicas de padronização (incluindo até mesmo a padronização dupla) também podem ser usadas. Kumar e Schroers, em Yale, desenvolveram a nanopadronização de metais amorfos que podem ser usados como moldes baratos para nanoimpressão. Atualmente, a litografia de nanoimpressão de última geração pode ser usada para padrões de até 20 nm ou menos.

### Desgaste de moldes
O uso de pressão substancial para não apenas entrar em contato com, mas também penetrar uma camada durante a impressão acelera o desgaste dos modelos de impressão em comparação com outros tipos de máscaras litográficas. O desgaste do molde é reduzido com o uso adequado de um revestimento de monocamada de FDTS antiaderente em um selo. Um método muito eficiente e preciso baseado em AFM para caracterizar a degradação de carimbos PDMS permite otimizar materiais e processos a fim de minimizar o desgaste.

### Outras aplicações
Futuras aplicações da litografia de nanoimpressão podem envolver o uso de materiais porosos com baixo κ. Esses materiais não são rígidos e, assim como parte do substrato, são facilmente danificados mecanicamente pela pressão do processo de impressão.

## Remoção de camadas residuais
Uma característica chave da litografia de nanoimpressão (exceto para nanoimpressão eletroquímica) é a camada residual após o processo de impressão. É preferível ter camadas residuais grossas o suficiente para suportar o alinhamento e o rendimento e ter poucos defeitos. No entanto, isso torna a etapa de litografia de nanoimpressão menos crítica para o controle de dimensão crítica (CD) do que a etapa de corrosão usada para remover a camada residual. Portanto, é importante considerar a remoção da camada residual uma parte integrante do processo geral de padronização de nanoimpressão. Em certo sentido, a corrosão da camada residual é semelhante ao processo de desenvolvimento na litografia convencional. Foi proposto combinar as técnicas de fotolitografia e litografia de nanoimpressão em uma única etapa a fim de eliminar a camada residual.

## Efeitos de proximidade

Efeito de proximidade de nanoimpressão. Em cima: A matriz de depressões é preenchida mais rapidamente na borda do que no centro, resultando em menor impressão no centro da matriz. Embaixo: O amplo espaço entre dois grupos de saliências tende a ser preenchido mais lentamente do que os espaços estreitos entre as saliências, resultando na formação de orifícios na área não padronizada

A litografia de nanoimpressão depende do polímero de deslocamento. Isso pode levar a efeitos sistemáticos em longas distâncias. Por exemplo, uma grande e densa matriz de saliências irá deslocar significativamente mais polímero do que uma saliência isolada. Dependendo da distância dessa saliência isolada da matriz, o recurso isolado pode não ser impresso corretamente devido ao deslocamento e ao espessamento do polímero. Vacâncias de resistência podem se formar entre grupos de saliências. Da mesma forma, as depressões mais largas no molde não se preenchem com tanto polímero quanto as depressões mais estreitas, resultando em largas linhas deformadas. Além disso, uma depressão na borda de uma grande matriz se enche muito mais rápido que uma localizada no centro, resultando em problemas de uniformidade na matriz.

## Padronização 3D
Um benefício exclusivo da litografia de nanoimpressão é a capacidade de padronizar estruturas 3D, como interconexões damascenas e portas T, em menos etapas do que o necessário para a litografia convencional. Isso é realizado construindo-se a forma de T na saliência do modelo. Da mesma forma, a litografia de nanoimpressão pode ser usada para replicar estruturas 3D criadas usando feixe de íon focalizado. Embora a área que pode ser padronizada usando feixe de íon focalizado seja limitada, ela pode ser usada, por exemplo, para imprimir estruturas na borda de fibras ópticas.

## Nanoestruturação de alta razão de aspecto
Superfícies de alta razão de aspecto e hierarquicamente nanoestruturadas podem ser complicadas de se fabricar e, eventualmente, sofrem colapso estrutural. Usando UV-NIL de polímero tiol-eno-epóxi não-estequiométrico, é possível fabricar nanoestruturas robustas, de grande área e de alta razão de aspecto, bem como estruturas complexas, hierarquicamente em camadas, com defeitos e colapsação limitados.

## Abordagens alternativas

### Nanoimpressão eletroquímica
A nanoimpressão eletroquímica pode ser obtida usando um carimbo feito de um condutor superiônico, como o sulfeto de prata. Quando o selo entra em contato com metal, a gravação eletroquímica pode ser realizada com uma voltagem aplicada. A reação eletroquímica gera íons metálicos que se deslocam do filme original para o selo. Eventualmente, todo o metal é removido e o padrão de selo complementar é transferido para o metal remanescente.

### Impressão direta assistida por laser
A impressão direta assistida por laser (LADI) é uma técnica rápida para padronizar nanoestruturas em substratos sólidos e não requer corrosão. Um ou vários pulsos de laser de excímero derretem uma fina camada superficial de material de substrato e um molde é gravado na camada líquida resultante. Uma variedade de estruturas com resolução melhor que 10 nm foi impressa em silício usando LADI, e o tempo de gofragem é inferior a 250 ns. As altas resolução e velocidade do LADI atribuídas à baixa viscosidade do silício fundido (um terço do qual consiste em água) podem propiciar diversas aplicações e se estender a outros materiais e técnicas de processamento.

### Nanoimpressão ultrarrápida
A litografia de nanoimpressão ultrarrápida ou Pulsed-NIL é uma técnica baseada no uso de selos com uma camada de aquecimento integrada abaixo da superfície nanopadronizada. A injeção de um único pulso de corrente curto (<100 μs) e intenso na camada de aquecimento faz com que a temperatura da superfície do selo suba várias centenas de °C. Isso resulta na fusão do filme termoplástico pressionado contra ele e no rápido recuo das nanoestruturas. Além do alto rendimento, esse processo rápido tem outras vantagens, tais como os fatos de que pode ser facilmente dimensionado para grandes superfícies e reduz a energia gasta no ciclo térmico em relação ao NIL térmico padrão. Essa abordagem é utilizada atualmente pela ThunderNIL srl.

### Nanoimpressãoroll-to-roll
Os processos roll-to-roll são muito adequados para substratos grandes (full wafer) e produção em grande escala, uma vez que podem ser implementados em linhas de produção. Se usado com um estampador macio, o processo (impressão e desmoldagem) pode ser extremamente delicado e tolerante à rugosidade da superfície e a defeitos. Assim, mesmo o processamento de substratos extremamente finos e quebradiços é possível. Impressões de wafers de silício com espessura de até 50 µm foram realizadas com esse processo. Para UV-Roller-NIL em substratos opacos, a luz UV deve piscar através do carimbo flexível, por exemplo, integrando LEDs UV em um tambor de vidro de quartzo.

## O futuro da nanoimpressão
A litografia de nanoimpressão é um processo simples de transferência de padrão que não é limitado por difração, por efeitos de espalhamento ou por elétrons secundários e não requer nenhuma química de radiação sofisticada. É também uma técnica potencialmente simples e barata. No entanto, uma barreira persistente para a padronização em escala nanométrica é a dependência atual de outras técnicas de litografia para gerar o modelo. É possível que estruturas automontadas forneçam a solução definitiva para modelos de padrões periódicos em escalas iguais ou menores que 10 nm. Também é possível resolver o problema de geração de moldes usando um molde programável em um mecanismo baseado em padrões duplos.
Até outubro de 2007, a Toshiba era a única empresa a validar a litografia de nanoimpressão a partir de 22 nm. O que é mais notório é que a litografia de nanoimpressão é a primeira litografia sub-30 nm a ser validada por um usuário industrial.